# Dumitru Kiriac-Georgescu
Dumitru Kiriac-Georgescu (ur. 18 marca 1866 w Bukareszcie, zm. 8 stycznia 1928 tamże) – rumuński kompozytor i pedagog.

## Życiorys
W latach 1880–1885 studiował w konserwatorium w Bukareszcie, gdzie jego nauczycielami byli Gheorghe Brătianu i Eduard Wachmann. Dyrygował chórem w bukareszteńskim kościele Biserica Albă i był redaktorem muzycznym czasopisma „Doina”. W 1892 roku ukończył studia na wydziale prawa Uniwersytetu Bukareszteńskiego. Od 1892 do 1899 roku przebywał w Paryżu, gdzie kształcił się u Duboisa, Widora i Bourgaulta-Ducoudray w Konserwatorium Paryskim oraz u Vincenta d’Indy’ego w Schola Cantorum. Po powrocie do Rumunii wykładał od 1900 roku w konserwatorium w Bukareszcie, w 1901 roku założył i prowadził towarzystwo śpiewacze Carmen. Prowadził działalność jako folklorysta, zbierał rumuńskie melodie ludowe i dokonywał ich nagrań fonograficznych.
Należał do reprezentantów stylu narodowego w muzyce rumuńskiej. Największe znaczenie w jego twórczości mają utwory chóralne, w których wykorzystywał autentyczne rumuńskie skale ludowe i tradycje muzyczne rumuńskiego Kościoła prawosławnego. 